# 杜威·樂讀·布克斯
杜威·樂讀·布克斯（英語：Dewey Readmore Books，1987年11月18日－2006年11月29日）是一隻住在美國愛荷華州史班賽公共圖書館的貓。1988年1月，牠在剛出生沒多久時就被人放進被圖書館的還書箱內，而為圖書館收養，並隨之成為該館的圖書館貓；經媒體報導後迅速成名。
在杜威於2006年逝世後，圖書館館長、杜威的主人薇琪·麥蓉於2008年出版了描述杜威生平的書《圖書館裡的貓》，該書當時成為《紐約時報》暢銷書排行榜第一名，並被翻譯成多國語言。

## 早年生涯
1988年1月18日，史班賽公共圖書館的員工薇琪·麥蓉等人在還書箱內發現了一隻八個月大的橘色虎斑小貓，當時牠因為天氣寒冷而十分虛弱，在薇琪·麥蓉等人的照顧下使牠恢復了健康。經圖書館理事會認可後，小貓正式由圖書館收養。隨即薇琪向附近社區居民發起了「小貓咪徵名」的活動，在眾人票選下小貓按照杜威十進制圖書分類法被命名為「杜威·樂讀·布克斯」。

## 成名
杜威經當地媒體報導後，迅速成名；特別是在1990年6、7月份的全國性雜誌《鄉村雜誌》報導杜威的故事後，有十一個人聲稱自己就是那個把杜威丟進還書箱的人。杜威的名氣為史班賽公共圖書館增加了每年近10萬人的參觀人次，來自世界各地的許多人到圖書館只是為了見牠。杜威也出現在1999年紀錄片導演加里·羅姆（Gary Roma）所製作的紀錄片中。
2003年，日本公共電視台專程派人來史班賽公共圖書館拍攝杜威。

## 晚年
在杜威晚年，牠的健康狀況開始下降。為了幫助逐漸變瘦的牠增肥，薇琪·麥蓉給牠餵食奶酪、炒雞蛋和烤牛肉三明治。
2006年10月，杜威被發現患有甲狀腺功能亢進症。在11月18日杜威度過19歲生日前，當地獸醫給牠照X光，診斷出牠患上了胃腫瘤。為了避免杜威遭到病痛折磨，薇琪·麥蓉決定為牠實施安樂死。
在杜威逝世之後，牠的訃告在包括《紐約時報》、《今日美國報》、《華盛頓郵報》在內的全球250多家報紙上刊登。史班賽公共圖書館在其官網上寫道：「即使我們可以再養一隻圖書館貓，但杜威是永遠無法被取代的，沒有杜威，圖書館就是不一樣了！」。2006年12月，圖書館舉行了公眾追悼會，杜威的骨灰被埋在圖書館外的草坪上。

## 身後影響

### 書籍

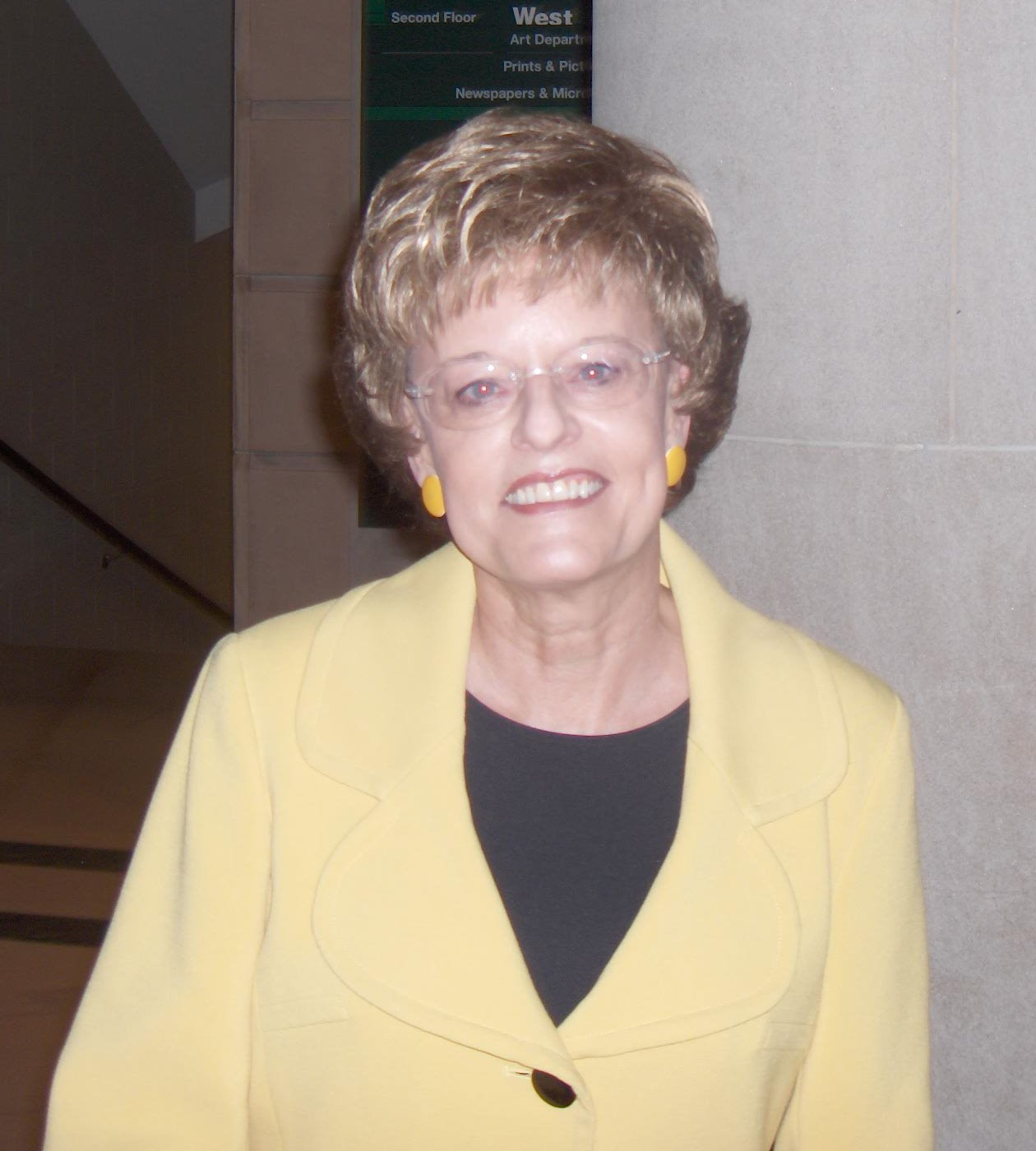
杜威傳記的作者薇琪·麥蓉，她照顧杜威很多年

2008年薇琪·麥蓉在書刊編輯布雷·威特（Bret Witter）的協助下，出版了杜威的傳記《圖書館裡的貓》（英語：Dewey: The Small-Town Library Cat Who Touched the World），該書描述了杜威在圖書館裡生活的故事，以及當時薇琪·麥蓉所面對的各種困境；該書出版後在全球大受歡迎，暢銷一百萬冊。
之後，薇琪·麥蓉又將《圖書館裡的貓》改寫為給兒童讀者看的《圖書館貓杜威》（Dewey the Library Cat A True Story）。該書於2011年年初被布瑞聯斯有聲書公司（Brilliance Audio）製成有聲書。
2010年，薇琪和布雷又出版了《圖書館裡的貓》的續集《杜威的九生九世》。

### 電影
在《圖書館裡的貓》出版後，新線影業曾一度計畫將杜威的故事拍成電影，將由梅莉·史翠普飾演薇琪·麥蓉，帕米拉·格雷撰寫劇本。但直至2012年5月，劇本未獲得批准，且薇琪也不滿意劇本的內容。

## 延伸閱讀
- 薇琪·麥蓉＆布雷·威特著 余國芳譯. . 臺北: 皇冠文化. 2009年8月. ISBN 978-957-33-2563-5.

## 外部連結
- 杜威·樂讀·布克斯官方網站 （页面存档备份，存于） （英文）
- 史班賽公共圖書館官網（英文）